# William Samuel Stephenson

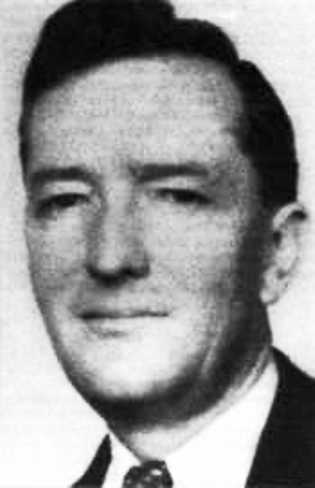
Sir William Stephenson in 1942

William Samuel Stephenson (Winnipeg, 23 januari 1897 — Tucker’s Town (Bermuda), 31 januari 1989) was een Canadees gevechtspiloot, zakenman en spymaster. Hij was de belangrijkste vertegenwoordiger van de British Security Co-ordination (BSC) bij de Geallieerden tijdens de Tweede Wereldoorlog. In die rol adviseerde hij president Franklin D. Roosevelt. Stephenson wordt verondersteld een van de voornaamste inspiratiebronnen te zijn geweest voor het (roman)personage James Bond.

## Jeugd
William Stephenson was de zoon van de uit IJsland afkomstige Sarah Johnston en de Schotse immigrant William Hunter Stanger. Zijn vader werkte in een meelfabriek en overleed in 1901. Zijn moeder had moeite om haar drie kinderen te onderhouden en buurvrouw Kristin Stephenson, net als zijn moeder van IJslandse afkomst, zorgde voor William. Na korte tijd adopteerden Kristin en Vigfus Stephenson William Stanger en hij voerde uiteindelijk hun achternaam. Zijn adoptievader werkte in een houtzagerij.

## Eerste Wereldoorlog
Na het verlaten van de middelbare school was Stephenson onder meer telegrambezorger en telegrafist. In 1916 meldde hij zich als vrijwilliger voor de Canadian Expeditionary Force, om in Europa deel te gaan nemen aan de Eerste Wereldoorlog. Na een jaar aan het front in Frankrijk kwam hij in Engeland uiteindelijk terecht bij het Royal Flying Corps, een voorloper van de Royal Air Force.
Vanaf 9 februari 1918 vloog hij met een Sopwith Camel voor het 73 Squadron en boekte diverse overwinningen. Op 28 juli werd hij neergeschoten en krijgsgevangene gemaakt; in oktober zou hij zijn ontsnapt uit het kamp in Holzminden. Hij kreeg het Military Cross en het Distinguished Flying Cross voor zijn verdiensten.

## Interbellum
In de jaren na de oorlog ontpopte Stephenson zich gaandeweg als zakenman. Samen met George Walton verkreeg hij een patent op een systeem om draadloos foto’s te kunnen versturen. Het kapitaal dat hij hier jaarlijks voor ontving, investeerde hij in de radio-, vliegtuig-, staal en auto-industrie. Bovendien had hij belangen in de filmindustrie buiten Hollywood. Hij hield er veel zakelijke contacten aan over. Daarnaast trad hij in 1924 in het huwelijk met Mary French Simmons, dochter van een tabakmagnaat. 
Stephenson voorzag de Britse inlichtingendiensten in 1936 van confidentiële informatie omtrent de opbouw van een leger in nazi-Duitsland, een flagrante schending van het Verdrag van Versailles. Daarmee voerde Churchill — destijds parlementslid — oppositie tegen de Appeasementpolitiek van de regering Chamberlain.

## Tweede Wereldoorlog
Tegen de wil van Stewart Menzies in werd Stephenson in 1940 aangesteld als hoofd van de British Security Co-ordination in New York, een organisatie met de doelstelling de samenwerking tussen de Britse inlichtingendienst Secret Intelligence Service (SIS, soms ook MI6 genoemd) en het US Federal Bureau of Investigation (FBI) te bevorderen. Hij was daar in praktijk tevens verantwoordelijk voor de administratieve activiteiten van de Security Service (MI5) en die rond de Special Operations Executive (SOE). Zijn codenaam was Intrepid. Hij werkte nauw samen met FBI-hoofd J. Edgar Hoover en met William Donovan, Coordinator of Information (COI), die hij hielp bij het opzetten van het OSS.
Een facet van zijn onbezoldigde werkzaamheden voor de BSC behelsde het betrekken van de isolationistische en neutrale VS bij het winnen van de oorlog en daartoe het beïnvloeden van de Amerikaanse publieke opinie. Stephenson had regelmatig een onderhoud met president Roosevelt en was een van de mensen die hem wisten over te halen de inlichtingendiensten van beide landen effectief informatie te laten delen. De samenwerking ten aanzien van de veiligheid van schepen op de Atlantische Oceaan was een van de eerste concrete stappen. Nog voor de aanval op Pearl Harbor raakten de VS zodoende officieus betrokken bij de strijd in Europa en werd een wissel getrokken op de Neutrality Acts of the 1930s.
Voor de BSC moest Stephenson regelmatig naar Bermuda. Dit hing samen met de British Imperial Censorship, het censuur-apparaat van de Britse regering. Zowel Amerikaanse als Britse vliegtuigen die trans-Atlantische luchtpost vervoerden, landden daar om de inhoud van de brieven door 1 200 censors te laten screenen. Ook het telegraaf- en radioverkeer werden er geanalyseerd. Na de oorlog ging Stephenson op Bermuda wonen.
Op het door hem opgezette Camp X — een geheime Britse paramilitaire trainingsfaciliteit in Whitby (Ontario) voor het opleiden van agenten voor clandestiene operaties, officieel geregistreerd als Special Training School No.103 — begeleidde Stephenson namens de BSC een telecommunicatieproject van Benjamin deForest Bayly. Luitenant-kolonel professor DeForest Bayly ontwikkelde daar de Rockex (of "Telekrypton"), een snelle offline one-time pad codeermachine voor telegrafische berichtverzending.

## Onderscheidingen

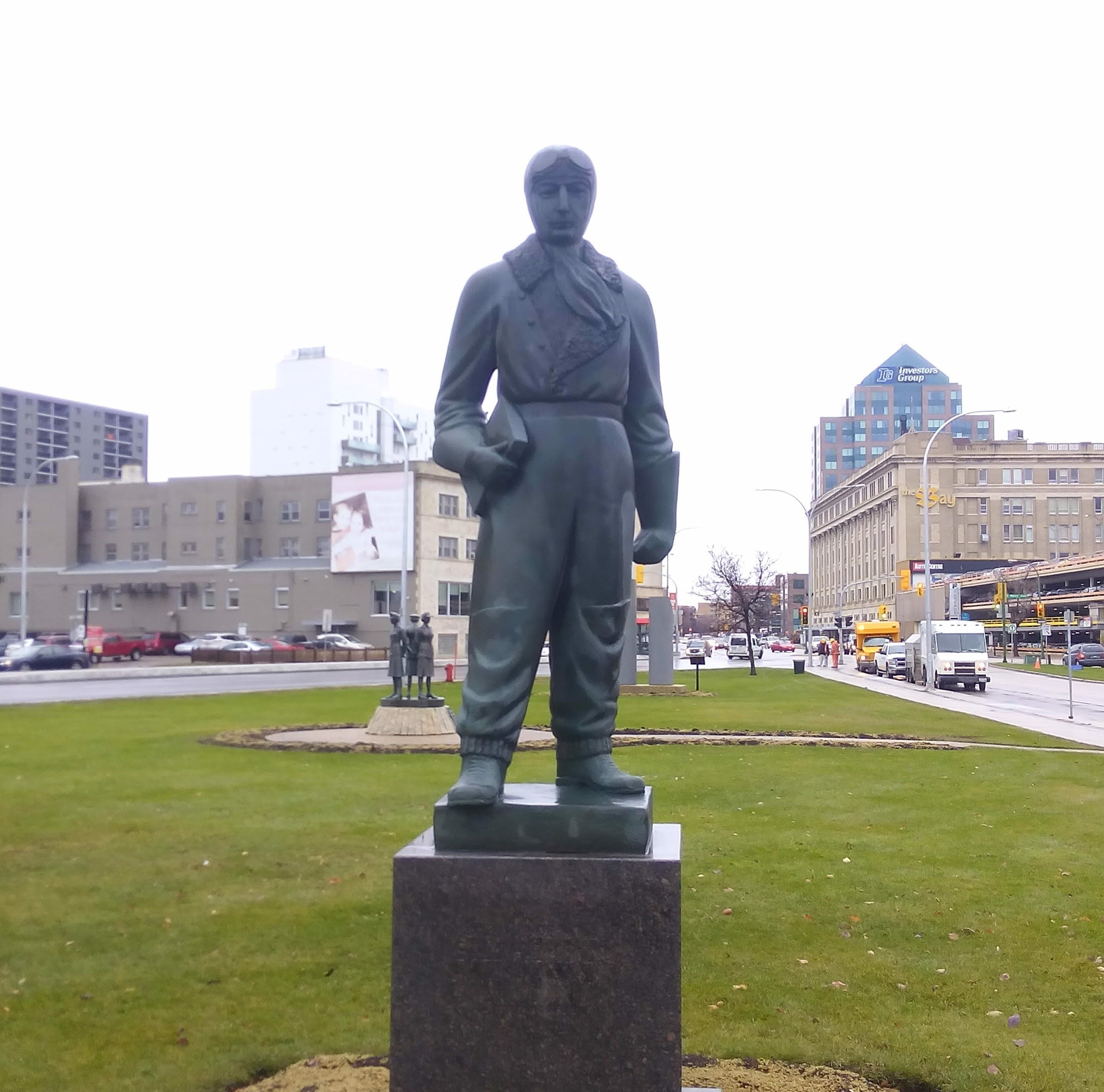
Standbeeld van William Stephenson in Winnipeg vervaardigd door Leo Mol

Militair
 Military Cross (1918)

 Distinguished Flying Cross (1918)

 Medal for Merit (1946)

 Medal of Freedom (1946)

 Companion of the Order of Canada (1980)

Civiel
- Knight Bachelor (1945)
- William Donovan Award (1986)